# Jastków (województwo lubelskie)
Jastków – wieś w Polsce położona w województwie lubelskim, w powiecie lubelskim, w gminie Jastków.
Wieś szlachecka położona była w drugiej połowie XVI wieku w powiecie lubelskim województwa lubelskiego.
W latach 1954–1972 wieś należała i była siedzibą władz gromady Jastków. W latach 1975–1998 miejscowość administracyjnie należała do ówczesnego województwa lubelskiego.
Historycznie położony jest w Małopolsce, w ziemi lubelskiej.
Obok miejscowości przepływa rzeka Ciemięga, lewy dopływ Bystrzycy.
Miejscowość jest sołectwem, siedzibą gminy Jastków. Według Narodowego Spisu Powszechnego z roku 2011 wieś liczyła 815 mieszkańców.
W dniach 31 lipca – 3 sierpnia 1915 miała tu miejsce bitwa pod Jastkowem (uczestniczył w niej późniejszy poeta Władysław Broniewski). W 1931 otworzono Cmentarz Legionistów Polskich w Jastkowie.
Wieś jest siedzibą rzymskokatolickiej parafii Najświętszej Maryi Panny Królowej Polski w Jastkowie.
W Jastkowie urodził się Paweł Stefaniak (1893–1952), sierżant Wojska Polskiego, odznaczony Orderem Virtuti Militari.

## Zabytki
Do rejestru zabytków nieruchomych wpisane są obiekty:
- cmentarz legionistów, nr rej.: A/1007 z 4.07.1990,
- zespół pałacowy, nr rej.: A/736 z 12.08.1977: pałac, kordegarda oraz park.